# Quinta-Feira Negra
Quinta-feira Negra (em inglês: Black Thursday) refere-se ao dia 24 de outubro de 1929, quando ocorreu o crash da Bolsa de Valores de Nova Iorque. O crash desencadeou a mais devastadora crise econômica da História dos Estados Unidos, considerando-se a abrangência e a duração dos seus efeitos. Marca o início dos 12 anos da Grande Depressão, que afetou todo o mundo ocidental industrializado. 
O crash está associado principalmente a 24 de outubro de 1929, chamado de Quinta-feira Negra, o dia da maior venda de ações na história dos EUA, e 29 de outubro de 1929, chamado de Terça-feira Negra, quando os investidores negociaram cerca de 16 milhões de ações na Bolsa de Valores de Nova York em um único dia. O crash, que se seguiu ao crash da Bolsa de Valores de Londres em setembro, sinalizou o início da Grande Depressão.

## Antecedentes

### Os "Loucos Anos 20"
Após a Primeira Guerra Mundial, os países da Europa estavam em ruínas, enquanto que os Estados Unidos viviam grande prosperidade, por causa da produção e exportação em grande volume durante a guerra. Com o aumento da produção, os Estados Unidos, durante a década de 1920, tinham crescimento e prosperidade suficientes para dominar outros mercados, como a América Latina. Esse período ficou conhecido como "Loucos Anos 20". O consumo havia aumentado, a indústria criava o tempo todo bens de consumo, boates e clubes viviam cheios e o cinema tornava-se uma grande diversão. Com essa prosperidade, as ações eram valorizadas.

### Crise de 1929
Em setembro de 1929, o índice Dow Jones, que avalia o mercado de ações nas bolsas de valores, registrou o pico máximo e o mercado começava a sentir que uma queda no valor nominal das ações poderia se aproximar. Com isso, e devido a desconfiança do mercado, o volume dos negócios havia caído substancialmente, até a situação ficar insustentável. Inicia-se então a crise de 1929, que, em suma, traduziu-se em uma crise de credibilidade. Os acionistas colocavam suas ações a venda, em enormes volumes, e como havia poucos compradores, os preços das ações caíam. Deu-se início a uma espiral descendente: 
"Por falta de recursos, as empresas demitiam seus funcionários, que ficavam sem emprego e deixavam de consumir. Sem vender, as empresas ficavam sem recursos. Por falta de recursos..." 

Índice Dow Jones durante a crise

Bancos e fábricas faliam e os efeitos da crise se espalharam pelo mundo.
A crise ocorreu, por causa da quebra da bolsa e também por outros dois motivos:
- Superprodução agrícola: Havia sido formado um excedente de produção agrícola nos Estados Unidos, porque não encontrava nenhum comprador, seja dentro ou fora do país;
- Diminuição do consumo: As indústrias cresciam, mas o poder aquisitivo da população não. Ou seja, aumentavam as ofertas e diminuíam os compradores, fazendo com que várias indústrias falissem.

## A quebra da bolsa de Nova York

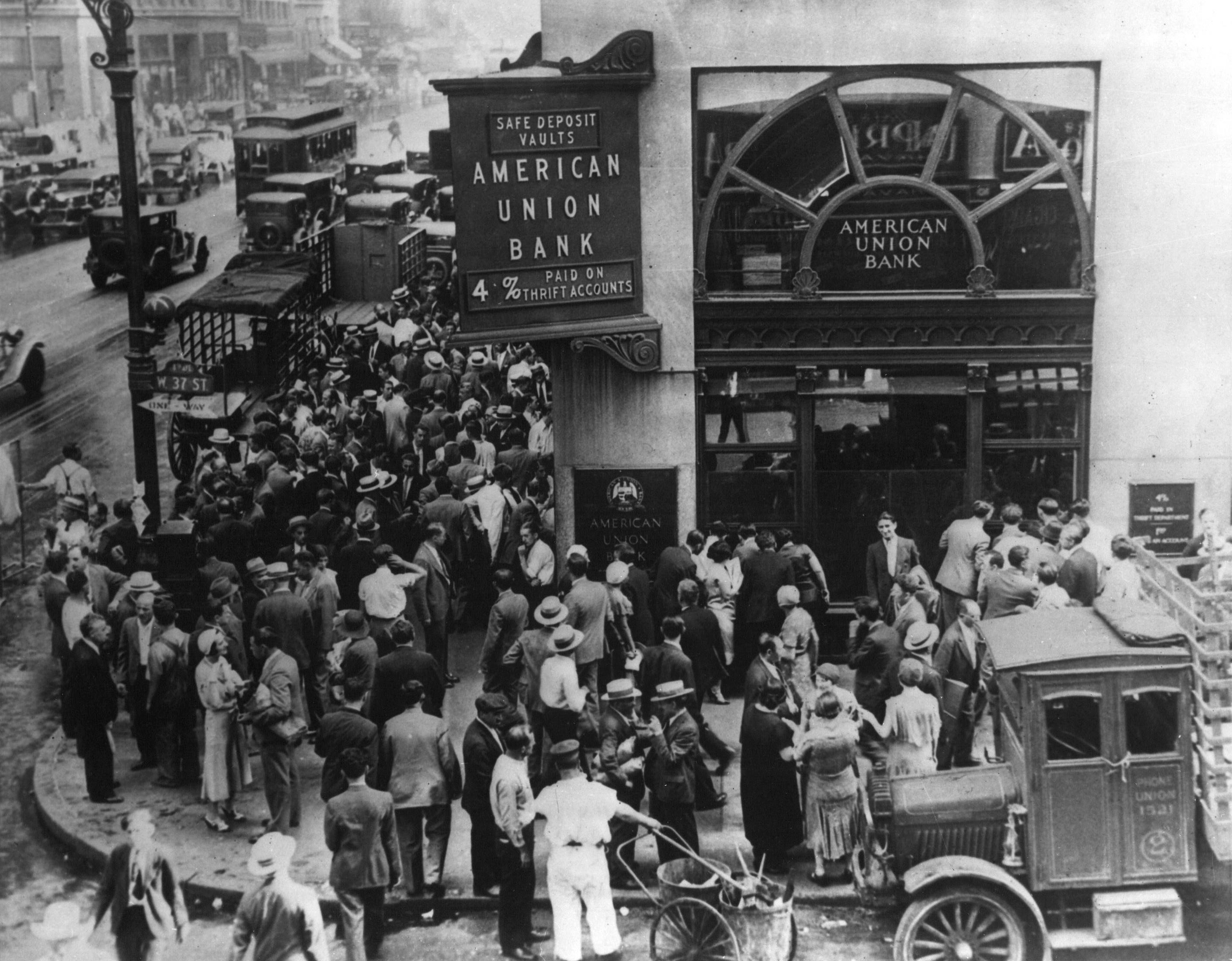
Pessoas reunidas na frente de um banco, durante o período da Grande Depressão. Esse período foi marcado por repentinas perdas de ações e houve casos de suicídio, após acionistas descobrirem que perderam tudo.

No dia 24 de outubro de 1929, uma quinta-feira, que ficou conhecida como Quinta-Feira Negra, ocorreu o crash (quebra) da bolsa de valores de Nova York. Nesse dia, a bolsa perdeu 11% do seu valor em negociações muito fortes. Vários líderes banqueiros da Wall Street se reuniram para encontrar uma solução para o pânico e caos no pregão. O encontro contou com Thomas Lamont, chefe interino do Morgan Bank, Albert Wiggin, chefe do Chase National Bank e Charles E. Mitchell, presidente do National City Bank of New York. Eles escolheram Richard Whitney, vice-presidente da Bolsa, para agir em seu nome. Com os banqueiros e seus recursos financeiros, Whitney colocou uma oferta de compra de um grande bloco de ações na U.S. Steel a um preço bem acima do mercado e muitos investidores de ações quiseram vender rapidamente suas ações. 6 091 870 de títulos financeiros foram rapidamente vendidos no mesmo dia, tornando-se o terceiro maior volume de negócios da história da bolsa.
Esta quebra fez com que empresas e bancos fossem à falência e o valor das ações, nas bolsas de valores, caíssem muito de um dia para o outro. Essa quebra repercutiu na maior parte dos países capitalistas. Muitas pessoas perderam os seus empregos, havia pânico entre as pessoas, levando algumas ao suicídio, inclusive 11 grandes especuladores da bolsa. O desemprego aumentou, a produção industrial americana ficou reduzida a 54%, e o mercado perdeu mais de 30 bilhões de dólares em dois dias.
| Data                  | Mudança | Variação | Número final |
| --------------------- | ------- | -------- | ------------ |
| 28 de outubro de 1929 | −38,33  | −12,82   | 260,64       |
| 29 de outubro de 1929 | −30,57  | −11,73   | 230,07       |

O mercado continuou a cair, chegando a um número negativo histórico em 13 de novembro de 1929, com 198,60. O mercado foi recuperando durante vários meses, atingindo um pico de fechamento secundário de 294,07 em 17 de abril de 1930, antes de embarcar em um outro pico negativo. No entanto, esse foi mais forte, quando o Dow fechou em 41,22, o mais baixo valor do século XX. Não voltaria a se recuperar entre setembro de 1929 até novembro de 1954.

## Fundamentos econômicos
O acidente financeiro seguiu uma especulativa que tomou conta no final de 1920, que levou centenas de americanos a investirem pesadamente no mercado de ações. Um número significativo deles foi pedir dinheiro emprestado para comprar mais ações. Em agosto de 1929, os corretores faziam empréstimos pequenos a investidores que estavam comprando ações. Mais de 8,5 bilhões de dólares foram emprestados, mais do que a metade de todo o dinheiro em circulação nos Estados Unidos na época. Os preços das ações estavam subindo e incentivando mais pessoas a investir, as pessoas esperavam que os preços das ações iriam subir ainda mais. As especulações alimentaram a subir ainda mais e criou uma bolha econômica.

### As ações subsequentes
Em 1932, a Comissão Pecora foi estabelecida pelo Senado dos Estados Unidos,  para estudar as causas do acidente. No ano seguinte, o Congresso dos Estados Unidos aprovou a Lei Glass-Steagall, que tornou obrigatória uma separação entre bancos comerciais que recebem depósitos e dão empréstimos, e bancos de investimento que emitem e distribuem ações, títulos e outros.
Depois da quebra da bolsa de valores, os mercados acionários ao redor do mundo instituíram medidas para suspender a negociação em caso de quedas rápidas, alegando que as medidas iam impedir o pânico. No entanto, outro acidente aconteceu, sendo conhecido como Segunda-Feira Negra, de 19 de outubro de 1987, quando o Dow Jones Industrial Average caiu 22,6%, foi a pior queda desde 1929.

## Debate acadêmico
Economistas e historiadores discordam sobre o papel que o crash teve em eventos econômicos, sociais e políticos subsequentes. O The Economist argumentou em um artigo de 1998 que a depressão não começou com o crash do mercado de ações. Não ficou claro o momento do acidente que uma depressão estava começando. Eles perguntaram: "Pode um colapso muito sério da Bolsa produzir um sério revés para a indústria quando a produção industrial está na maior parte em uma condição saudável e equilibrada?" Eles argumentaram que deve haver algum revés, mas ainda não havia provas suficientes para provar que será longo ou que ele precisa ir ao comprimento de produzir uma geral depressão industrial.
Mas o The Economist também advertiu que algumas falências bancárias também são esperadas, e alguns bancos podem não ter reservas para financiar empresas comerciais e industriais. Eles concluíram que a posição dos bancos é a chave para a situação, mas o que ia acontecer não poderia ter sido previsto.
Acadêmicos analisam o Crash de Wall Street  de 1929 como parte de um processo histórico que foi uma parte das novas teorias de boom e bust. De acordo com economistas como Joseph Schumpeter, Nikolai Kondratiev e Charles E. Mitchell, o acidente foi meramente um evento histórico no processo contínuo conhecido como ciclos econômicos. O impacto do acidente foi apenas para aumentar a velocidade com que o ciclo prosseguiu para o seu próximo nível.
Milton Friedman em Uma História Monetária dos Estados Unidos (A Monetary History of the United States), co-escrito com Anna Schwartz, avança o argumento de que o que fez a "grande contração" tão grave não foi a desaceleração do ciclo econômico, foi o protecionismo, ou o crash de mercado de ações de 1929 em si – mas, segundo Friedman, o que mergulhou o país numa profunda depressão foi o colapso do sistema financeiro durante três ondas de pânico durante o período 1930-33.